# Acrocercops lenticulata
Acrocercops lenticulata là một loài bướm đêm thuộc họ Gracillariidae. Nó được tìm thấy ở Meghalaya và Assam, Ấn Độ. Nó được miêu tả bởi Edward Meyrick năm 1922.